# NGC 5923
NGC 5923 est une vaste galaxie spirale intermédiaire située dans la constellation du Bouvier. Sa vitesse par rapport au fond diffus cosmologique est de 5 663 ± 7 km/s, ce qui correspond à une distance de Hubble de 83,5 ± 5,9 Mpc (∼272 millions d'al). NGC 5923 a été découverte par l'astronome germano-britannique William Herschel en 1787. Le professeur Seligman souligne que NGC 5923 et NGC 5922 sont peut-être la même galaxie.
On ne voit pas vraiment de barre au centre de cette galaxie sur l'image obtenue des données du relevé SDSS. La classification de spirale intermédiaire par les bases de données NASA/IPAC et HyperLeda semble mieux décrire NGC 5923.
La classe de luminosité de NGC 5923 est II-III et elle présente une large raie HI. Selon la base de données Simbad, NGC 5923 est une galaxie LINER, c'est-à-dire une galaxie dont le noyau présente un spectre d'émission caractérisé par de larges raies d'atomes faiblement ionisés.
En raison d'une brillance de surface égale à 14,38 mag/am2, on peut qualifier NGC 5923 de galaxie à faible brillance de surface (LSB en anglais pour low surface brightness). Les galaxies LSB sont des galaxies diffuses (D) avec une brillance de surface inférieure de moins d'une magnitude à celle du ciel nocturne ambiant.